# Edward Teller
Edward Teller (Budapest, Hungría; 15 de enero de 1908-Stanford, California, Estados Unidos; 9 de septiembre de 2003) fue un físico de origen húngaro, nacionalizado estadounidense en 1941, país al que había emigrado en 1935 huyendo de las persecuciones de la Alemania de Hitler. 
Es especialmente recordado por su vinculación en la fabricación de la bomba de hidrógeno, por lo que se le atribuye el sobrenombre de «padre de la bomba H». Su figura pública fue siempre controvertida a causa de la dureza en sus críticas, en especial contra Robert Oppenheimer, así como sus decisiones y su personalidad ególatra; pero en el ámbito científico y académico era considerado como poseedor de una mente brillante. Recibió importantes honores y fue criticado por muchos de sus compañeros de profesión por sus actuaciones.

## Biografía
Estudió ciencias físicas en la famosa Universidad de Tecnología y Economía de Budapest (Hungría) y luego continuó sus estudios en Múnich y Leipzig como también en el Instituto de Tecnología de Karlsruhe (Alemania), terminando con un curso de postgrado en Copenhague (Dinamarca) con Niels Bohr, pionero de la mecánica cuántica y de la física nuclear.
Teller quedó marcado en su juventud por la revolución comunista de Béla Kun en Hungría y por la pérdida de su pie derecho en un accidente de circulación. Sus trabajos iniciales estaban encaminados al estudio de las reglas de selección de la mecánica cuántica trabajando en campos tan diversos como la física del estado sólido y la cosmología. 
Siendo un físico de gran talento adquirió una posición preeminente entre la comunidad científica norteamericana. En 1939, acompañó a Leó Szilárd a ver a Albert Einstein para persuadirle de escribir una carta al presidente Franklin Roosevelt en la que le sugería el desarrollo de un programa armamentístico nuclear ante el temor de que la Alemania nazi pudiera desarrollar tales armas. 

### Proyecto Manhattan

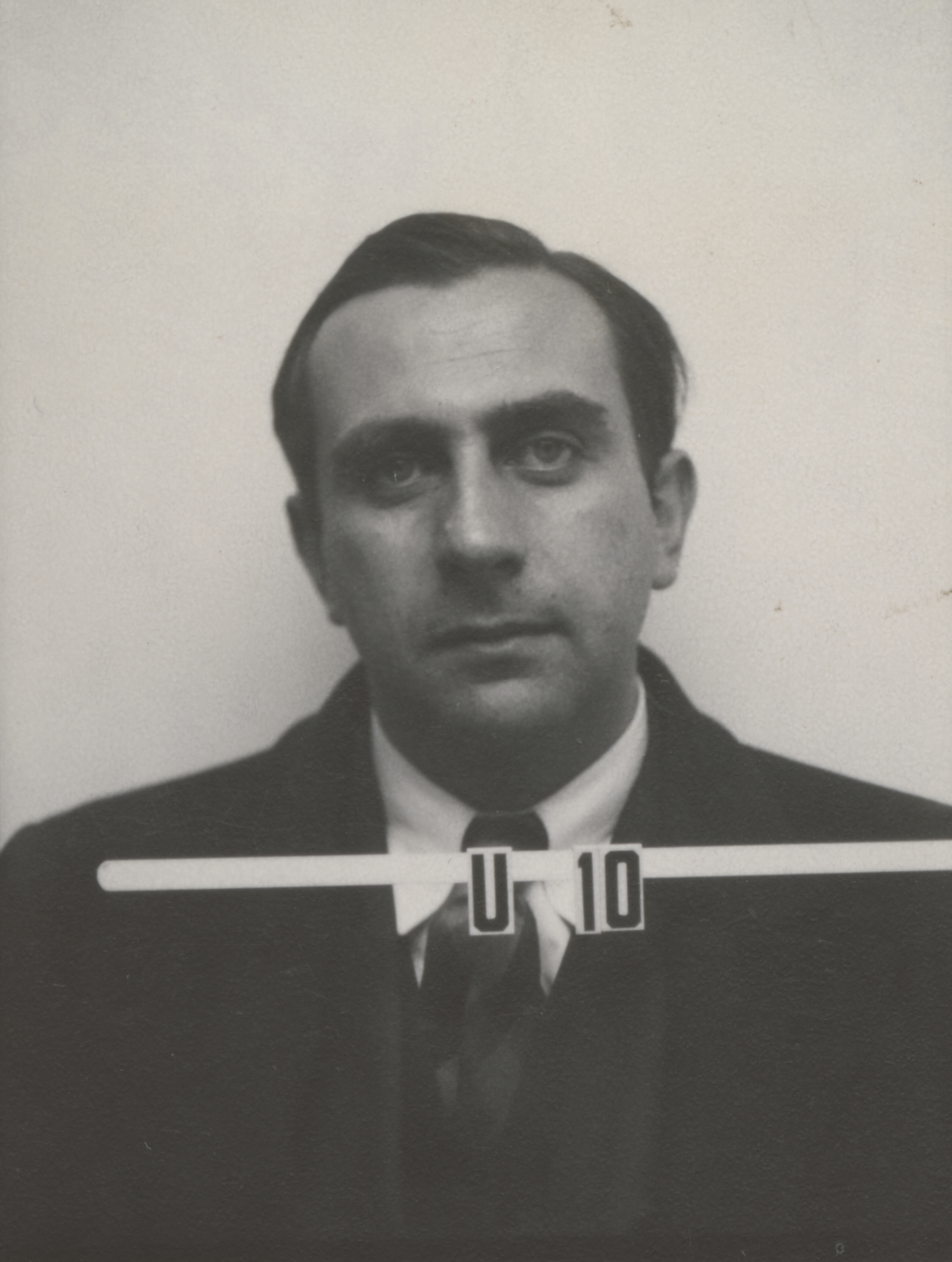
Foto de la tarjeta de identificación de Teller en Los Alamos.

#### Laboratorio de Los Álamos
En 1942, Teller fue invitado a formar parte del seminario de planificación de verano de Robert Oppenheimer en la Universidad de California, Berkeley sobre los orígenes del Proyecto Manhattan, el esfuerzo estadounidense para desarrollar las primeras armas nucleares. Unas semanas antes, Teller se había reunido con su amigo y colega Enrico Fermi para hablar de las perspectivas de la guerra atómica, y Fermi había sugerido despreocupadamente que tal vez un arma basada en la fisión nuclear podría utilizarse para desencadenar una reacción de fusión nuclear aún mayor. Aunque al principio explicó a Fermi por qué pensaba que la idea no funcionaría, Teller quedó fascinado por la posibilidad y se aburrió rápidamente con la idea de "sólo" una bomba atómica, aunque ésta aún no estuviera ni cerca de completarse. En la sesión de Berkeley, Teller desvió la discusión del arma de fisión a la posibilidad de un arma de fusión, a la que llamó "Súper", una concepción temprana de la bomba de hidrógeno.
Arthur Compton, director del departamento de física de la Universidad de Chicago, coordinó las investigaciones sobre uranio de la Universidad de Columbia, la Universidad de Princeton, la Universidad de Chicago y la Universidad de California, Berkeley. Para eliminar desacuerdos y duplicidades, Compton trasladó a los científicos al Laboratorio Metalúrgico de Chicago. Aunque Teller y Mici eran ahora ciudadanos estadounidenses, tenían parientes en países enemigos, por lo que Teller no fue en un principio a Chicago. A principios de 1943, la construcción del Laboratorio de Los Álamos en Los Álamos, Nuevo México comenzó.  Con Oppenheimer como director, el objetivo del laboratorio era diseñar una bomba atómica. Teller se trasladó allí en marzo de 1943. En Los Álamos, Teller consiguió molestar a sus vecinos tocando el piano hasta altas horas de la noche.
Teller pasó a formar parte de la División Teórica (T). Se le dio la identidad secreta de Ed Tilden. Oppenheimer le encargó que investigara casos inusuales de cáncer de próstata. Oppenheimer le hizo investigar enfoques inusuales para construir armas de fisión, como la autocatálisis, en la que la eficiencia de la bomba aumentaría a medida que progresara la reacción nuclear en cadena, pero resultó ser poco práctica. También investigó el uso de hidruro de uranio en lugar de uranio metálico, pero su eficacia resultó ser "insignificante o menor". Continuó impulsando sus ideas para un arma de fusión a pesar de que durante la guerra se le había dado poca prioridad (ya que la creación de un arma de fisión resultó ser bastante difícil). En una visita a Nueva York, pidió a Maria Goeppert-Mayer que realizara cálculos sobre el Súper para él. Ella confirmó los resultados del propio Teller: el Súper no iba a funcionar.
En marzo de 1944, se creó un grupo especial bajo las órdenes de Teller para investigar las matemáticas de un arma nuclear de tipo implosión. También tuvo dificultades. Debido a su interés por el Súper, Teller no trabajó tanto en los cálculos de la implosión como quería Bethe. En un principio también eran tareas de baja prioridad, pero el descubrimiento de la fisión espontánea en plutonio por el grupo de Emilio Segrè dio a la bomba de implosión una importancia creciente. En junio de 1944, a petición de Bethe, Oppenheimer trasladó a Teller fuera de la División T, y lo puso a cargo de un grupo especial responsable del Súper, informando directamente a Oppenheimer. Fue sustituido por Rudolf Peierls de la Misión británica, quien a su vez incorporó a Klaus Fuchs, que más tarde se reveló como un espía soviético. El Supergrupo de Teller pasó a formar parte de la División F de Fermi cuando éste se incorporó al Laboratorio de Los Álamos en septiembre de 1944. En él participaron Stanislaw Ulam, Jane Roberg, Geoffrey Chew, Harold y Mary Argo, y Maria Goeppert-Mayer.
Teller realizó valiosas contribuciones a la investigación sobre bombas, especialmente en la elucidación del mecanismo de implosión. Fue el primero en proponer el diseño de foso sólido que finalmente tuvo éxito. Este diseño pasó a conocerse como "Foso Christy", en honor al físico Robert F. Christy que hizo realidad el foso. Teller fue uno de los pocos científicos que realmente observó (con protección ocular) la Prueba Trinity en julio de 1945, en lugar de seguir las órdenes de tumbarse en el suelo de espaldas. Más tarde dijo que el destello atómico "fue como si hubiera abierto la cortina de una habitación oscura y entrara la luz del día".

### Decisión de lanzar las bombas
En los días previos y posteriores a la primera demostración de un arma nuclear (la prueba Trinity en julio de 1945), el húngaro Leo Szilard hizo circular la petición Szilárd, que argumentaba que una demostración a los japoneses de la nueva arma debía producirse antes del uso real sobre Japón, y que las armas nunca debían usarse sobre personas. En respuesta a la petición de Szilard, Teller consultó a su amigo Robert Oppenheimer. Teller creía que Oppenheimer era un líder natural y podía ayudarle con un problema político tan formidable. Oppenheimer aseguró a Teller que el destino de la nación debía dejarse en manos de los políticos sensatos de Washington. Reforzado por la influencia de Oppenheimer, decidió no firmar la petición.
Por ello, Teller escribió una carta en respuesta a Szilard que decía:
No estoy muy convencido de sus objeciones. No creo que haya ninguna posibilidad de prohibir ningún arma. Si tenemos una pequeña posibilidad de sobrevivir, reside en la posibilidad de librarnos de las guerras. Cuanto más decisiva sea un arma, más seguro será su uso en cualquier conflicto real y ningún acuerdo servirá de nada.
Nuestra única esperanza es dar a conocer nuestros resultados a la población. Esto podría ayudar a convencer a todos de que la próxima guerra sería fatal. Para ello, el uso real en combate podría ser incluso lo mejor.
Al reflexionar sobre esta carta años más tarde, cuando escribía sus memorias, Teller escribió:
En primer lugar, Szilard tenía razón. Como científicos que trabajábamos en la producción de la bomba, teníamos una responsabilidad especial. Segundo, Oppenheimer tenía razón. No sabíamos lo suficiente sobre la situación política como para tener una opinión válida. En tercer lugar, lo que deberíamos haber hecho, pero no hicimos, fue elaborar los cambios técnicos necesarios para demostrar la bomba [muy alto] sobre Tokio y presentar esa información al presidente Truman.
Sin que Teller lo supiera entonces, cuatro de sus colegas fueron convocados por el entonces secreto Comité Interino de mayo a junio de 1945. Esta organización fue la que decidió en última instancia cómo debían utilizarse inicialmente las nuevas armas. El Panel Científico del comité, compuesto por cuatro miembros y dirigido por Oppenheimer, llegó a la conclusión de que el uso militar inmediato sobre Japón era la mejor opción:
Las opiniones de nuestros colegas científicos sobre el uso inicial de estas armas no son unánimes: van desde la propuesta de una demostración puramente técnica a la de la aplicación militar mejor diseñada para inducir la rendición ... Otros hacen hincapié en la oportunidad de salvar vidas estadounidenses mediante el uso militar inmediato ... Nos encontramos más cerca de estas últimas opiniones; no podemos proponer ninguna demostración técnica que pueda poner fin a la guerra; no vemos ninguna alternativa aceptable al uso militar directo.
Teller se enteró más tarde de la solicitud de Oppenheimer y de su papel en la decisión del Comité Interino de lanzar las bombas, habiendo respaldado en secreto un uso militar inmediato de las nuevas armas. Esto era contrario a la impresión que Teller había recibido cuando había preguntado personalmente a Oppenheimer sobre la petición de Szilard: que el destino de la nación debía dejarse en manos de los políticos sensatos de Washington. Cuando Teller descubrió esto, su relación con su asesor empezó a deteriorarse.
En 1990, el historiador Barton Bernstein argumentó que es una "afirmación poco convincente" de Teller que él era un "disidente encubierto" al uso de la bomba. En sus Memorias de 2001, Teller afirma que sí presionó a Oppenheimer, pero que éste lo convenció de que no debía actuar y que los científicos debían dejar las cuestiones militares en manos de los militares; Teller afirma que no era consciente de que Oppenheimer y otros científicos estaban siendo consultados sobre el uso real del arma y da a entender que Oppenheimer estaba siendo hipócrita.

### Trayectoria posterior
Teller trabajó con Enrico Fermi (físico de origen italiano nacionalizado estadounidense) durante más de diez años. Ambos colaboraron en el Proyecto Manhattan y en otros proyectos de las universidades de Chicago, Columbia, Los Álamos y Nuevo México. 
Una de las actuaciones más criticadas de Teller es durante la llamada Auditoría de Seguridad promovida por el FBI en donde formuló una grave acusación al padre de la bomba atómica Robert Oppenheimer sindicándolo como espía del comunismo y que fue apoyada por 
J. Edgar Hoover, lo que provocó la salida del escenario de Oppenheimer dejando libre a Teller para coproducir la bomba H, a la cual Oppenheimer se oponía.
A partir de 1952, se dedicó a la docencia siendo profesor de física en la Universidad de California hasta su jubilación en 1975. Entre 1958 y 1960, fue director del laboratorio de radiación de la Universidad de California, conocido hoy como Laboratorio Nacional Lawrence Livermore, uno de los principales centros de investigación armamentísticos de los Estados Unidos junto con el Laboratorio Nacional de Los Álamos. Tras su jubilación en la enseñanza, continuó siendo director emérito de este laboratorio.
Falleció el 9 de septiembre de 2003 a los 95 años de edad, tras sufrir un infarto, en su casa del campus universitario de la Universidad de Stanford, donde fue en sus últimos años un destacado investigador y defensor de la política energética en la Institución Hoover. En vida había sido un influyente miembro de la Academia Americana de Artes y Ciencias, la Asociación Americana para el Avance de la Ciencia y de la Sociedad Nuclear Americana. Entre los honores más importantes que recibió en vida se encontraban el Premio Albert Einstein, el Premio Enrico Fermi y la Medalla Nacional de Ciencias. En 1991, le concedieron el paródico premio Ig Nobel o Anti Nobel de la Paz como padre de la Bomba H. Menos de dos meses antes de su muerte, recibió la Medalla Presidencial de la Libertad (Presidential Medal of Freedom) de manos del presidente George W. Bush.

## Edward Teller y la bomba H

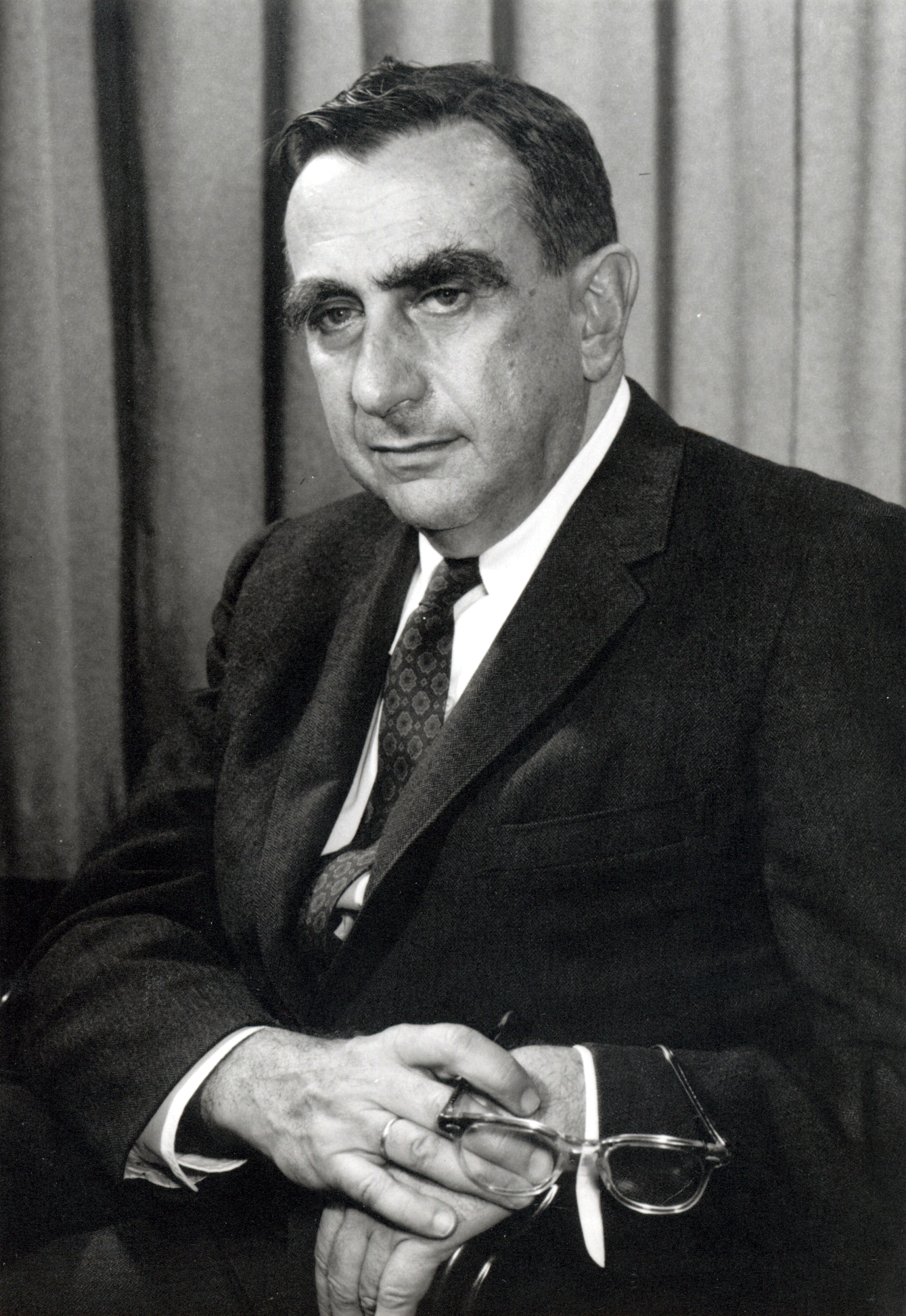
Edward Teller en 1958 como director del Laboratorio Nacional Livermore.

En unas declaraciones que hizo a la prensa, Teller decía que «lamentaba la decisión de Truman de lanzar la bomba A sobre las ciudades japonesas» y concluía que «deberían haberse probado primero de una forma que hubiera impresionado suficientemente a los líderes japoneses como para poner fin a la guerra». Sin embargo, una vez concluida la Segunda Guerra Mundial, Teller influyó en el presidente Harry Truman, convenciéndolo de la necesidad de fabricar y poseer una potente bomba de hidrógeno para proporcionar al país una defensa nacional fuerte y continuada capaz de intimidar a la Unión Soviética y de superar el desarrollo de armas nucleares de fisión. 
Entre sus principales opositores se encontraba Robert Oppenheimer, antiguo director del Proyecto Manhattan, sin embargo, Oppenheimer vio revocado su papel influyente en la Comisión de Energía Atómica debido a acusaciones de Teller acerca de las inclinaciones políticas supuestas de Oppenheimer. Teller se ganó muchos enemigos debido a su personalidad recalcitrante, ególatra y avasalladora y, sobre todo, por sus críticas tendenciosas a quienes él considerase como un obstáculo para sus fines.
La primera bomba de hidrógeno fue detonada en noviembre de 1952 en el atolón de Enewalk, en el océano Pacífico. En el desarrollo de este ingenio termonuclear fueron destacadas las contribuciones de Teller, Stanislaw Ulam, Hans Bethe (antiguo director de la división técnica del Proyecto Manhattan) y del joven físico Richard Garwin. Esta primera bomba H tenía una potencia 2500 veces mayor que las bombas atómicas lanzadas en 1945 sobre Hiroshima y Nagasaki. 
Teller llegó a ser parodiado en la película de Stanley Kubrick Dr. Strangelove or: How I Learned to Stop Worrying and Love the Bomb siendo representado en el papel del Doctor Strangelove, un fanático científico exnazi y anticomunista capaz de desencadenar una guerra nuclear sin reparar en sus consecuencias.
A lo largo de su vida profesional, tuvo bastantes enemigos y opositores entre los ciudadanos y entre sus propios colegas que lo consideraban demasiado duro. Las antipatías y críticas se multiplicaron en los años 1980, cuando Teller desempeñó un importante papel apoyando, frente al presidente estadounidense Ronald Reagan, un proyecto de defensa antimisiles conocido como Iniciativa de defensa estratégica y popularmente como el proyecto Star Wars.
Teller fue también uno de los primeros científicos en sugerir que la explosión de un arma nuclear en el espacio podría utilizarse para destruir o desviar de su trayectoria un asteroide en ruta de colisión con la Tierra.